# Centre d'Innovació i Desenvolupament Empresarial
El Centre d'Innovació i Desenvolupament Empresarial (CIDEM) era una entitat de dret públic amb personalitat jurídica pròpia que ajusta la seva activitat a l'ordenament jurídic privat i té plena capacitat d'obrar i patrimoni propi per al compliment de les seves funcions. El CIDEM va estar adscrit al Departament d'Innovació, Universitats i Empresa de la Generalitat de Catalunya. Va estar en actiu fins a l'any 2010, quan es fusionà amb el Consorci de Promoció Comercial de Catalunya (COPCA) per crear l'Agència per a la Competitivitat de l'Empresa (ACCIÓ). Aquest nou organisme és l'encarregat d'executar les polítiques d'internacionalització que desenvolupava el COPCA i les d'innovació que desenvolupava el CIDEM.
La finalitat del CIDEM, d'acord amb les directrius de la política industrial del govern, era contribuir a la millora de la competitivitat empresarial mitjançant el foment de la innovació, la transferència i la difusió de tecnologia, el desenvolupament empresarial i el foment i l'atracció d'inversions empresarials productives, tenint en compte els criteris de reequilibrament territorial, respecte al medi ambient, desenvolupament regional i creació d'ocupació.

## Funcions i objectius
Amb relació a la transferència i la difusió de tecnologia, ha de potenciar la generació, la difusió i la comercialització dels coneixements susceptibles d'ésser aplicats a l'activitat empresarial. Per a acomplir aquesta finalitat, té les funcions següents:
- Impulsar la creació d'un sistema de transferència tecnològica.
- Fomentar la contractació tecnològica.
- Estimular la cooperació empresarial en projectes conjunts de recerca, desenvolupament i innovació.
- Fomentar la transferència de coneixements i tecnologia a les empreses, dins el marc dels plans de recerca i innovació aprovats pel govern.
- Fomentar i enfortir la cooperació entre el sector privat i el sector públic i d'aquests amb les universitats en l'elaboració i l'aplicació de projectes de recerca, desenvolupament i innovació, de manera que es consolidi un ampli mercat tecnològic en tots els sectors.

En relació al foment de la innovació i dins el marc dels plans de recerca i innovació aprovats pel Govern, té les funcions següents:
- Estimular les empreses per a la incorporació de les noves tecnologies, especialment de les tecnologies de la informació i les comunicacions (TIC), afavorint una cultura digital i innovadora.
- Promoure la comercialització i la valoració de la tecnologia produïda a Catalunya.
- Reduir les barreres d'accés a la informació i a la provisió de serveis i recursos tecnològics.
- Promoure la creació d'instruments financers per a l'impuls de les empreses catalanes en

les primeres fases de creixement.
- Posar a l'abast de les empreses i de les persones emprenedores la informació i els coneixements clau per a afrontar els processos de millora i d'incorporació tecnològica.

En relació al desenvolupament empresarial, té les següents funcions:
- Fomentar l'esperit emprenedor i la creació de noves empreses.
- Posar a l'abast de les petites i mitjanes empreses informació i serveis per a la millora de llur competitivitat.
- Executar accions d'anticipació i gestió del canvi industrial.
- Tenir en compte, en l'exercici de les seves funcions, els criteris de reequilibrament territorial, d'acord amb els instruments de planificació territorial general i parcial vigents.
- Assessorar les empreses en l'àmbit del desenvolupament, la competitivitat i la modernització de les estructures productives.

En relació al foment i l'atracció d'inversions empresarials productives per mitjà de l'Agència Catalana d'Inversions (ACI), té les funcions següents:
- Atreure inversions industrials foranes compatibles amb el model d'estructura industrial que determini la política industrial del Govern.
- Donar informació i assessorament a les empreses que operen o volen operar a Catalunya i que compten amb projectes d'inversió.
- Col·laborar, mitjançant els instruments de coordinació interdepartamental adients, en el desplegament de les polítiques del govern en matèria de localització exterior de les empreses catalanes.
- Promoure i fomentar un model d'empresa competitiva, responsable i sostenible.